# Franco De Felice
Franco De Felice (Benevento, 15 novembre 1937 – Roma, 31 agosto 1997) è stato uno storico italiano.
Non aveva legami di parentela con il collega Renzo De Felice, col quale comunque aveva imbastito un dialogo teorico pur nella diversità delle opinioni storico-politiche.

## Biografia
Alla fine degli anni Cinquanta si laureò in giurisprudenza all'Università degli Studi di Bari Aldo Moro con una tesi in diritto del lavoro sull'imponibile di manodopera in agricoltura; successivamente tentò il concorso in magistratura e fu per molti anni redattore della Laterza. Alla fine degli anni Sessanta si impose all'attenzione del mondo accademico con una notevole introduzione alla Questione meridionale di Antonio Gramsci e poi, nel 1971, con il saggio Serrati, Bordiga, Gramsci e il problema della rivoluzione in Italia, edito da De Donato. Per dieci anni (1987-1997) tenne la cattedra di storia contemporanea alla Sapienza - Università di Roma.
Nel corso della sua attività intellettuale, si occupò particolarmente di storia del movimento comunista e dei problemi del mondo del lavoro, venendo considerato l'erede putativo di Paolo Spriano. Dopo aver studiato l'età giolittiana e le origini del socialismo italiano, negli ultimi anni aveva concentrato i suoi interessi sul periodo fra le due guerre e sull'Italia repubblicana, collaborando tra l'altro all'opera Einaudi diretta da Francesco Barbagallo con il saggio Nazione e sviluppo: un nodo non sciolto. È stato inoltre uno dei fondatori dell'Istituto Gramsci in Puglia, ma nel 1981 rifiutò di assumerne la direzione della sezione storica.
Legatosi al Partito Comunista Italiano, De Felice sosteneva che «nel rapporto passato-presente è quest'ultimo che deve tendere ad operare come elemento attivo, dominante e caratterizzante» e che di conseguenza lo storico deve assumere piena consapevolezza che anche la sua ricerca è un atto di direzione politica, sia pure in un campo limitato. Per lo storico marxista, egli scrive, questo vuol dire operare come «parte specifica (...) di un movimento di massa che tende a diventare Stato»; e «questa caratterizzazione – egli conclude – modifica sostanzialmente la definizione canonica dello storiografo».
Un altro argomento affrontato da De Felice fu quello relativo alla strategia della tensione: fu lui ad introdurre i termini di "doppio Stato" e di “doppia lealtà” (alla Costituzione della Repubblica Italiana e all'Alleanza Atlantica) per cercare di dare un senso e una logica alla violenza che ha caratterizzato le stragi e gli attentati in Italia sin dall'immediato dopoguerra. Sposato con Antonia Acciani, docente di Storia della letteratura italiana nel capoluogo pugliese, venne chiamato al telefono il 1º settembre 1997 dalla consorte che, non ricevendo risposta, avvisò prima gli amici del marito e poi i Vigili del Fuoco, i quali sfondarono la porta della sua abitazione ma lo trovarono già esanime.